# Ban Biao
Pour les articles homonymes, voir Ban.
Ban Biao (chinois : 班彪, 3–54 ) est un historien et fonctionnaire chinois, né à Xianyang pendant la dynastie des Han. Il a commencé la rédaction du Hanshu ou Livre des Han, terminée après sa mort par son fils Ban Gu.
Il est aussi le père de l'historienne Ban Zhao et du général Ban Chao.